# Claire de Castelbajac
Claire de Castelbajac (ur. 26 października 1953 w Paryżu zm. 22 stycznia 1975 w Tuluzie) – francuska służebnica Boża Kościoła katolickiego.

## Życiorys
Claire de Castelbajac urodziła się 26 października 1953 roku w Paryżu. Ochrzczona trzy dni po urodzeniu, oddana została pod opiekę świętej Klary oraz Maryi Dziewicy. Do 1959 roku mieszkała w Rabacie (stolicy Maroka), a następnie w Lauret (południowo-zachodnia Francja). Od dziecięcych lat była chorowita, ale również bardzo religijna. Ofiarowywała Jezusowi swoje cierpienia.
W wieku niespełna sześciu lat ułożyła modlitwę do Jezusa, w której prosiła Go o wstawiennictwo za osobami, które Go nie znają lub odrzucają, tak by i one mogły pójść do nieba. Miała czasem w dzieciństwie okresy buntu i wątpliwości, gdy pytała matkę, czemu ją urodziła i skarżyła się na swój los. Wytrwała jednak w wierze katolickiej i w wieku 11 lat przyjęła sakrament Komunii Świętej. Po ukończeniu szkoły podstawowej rozpoczęła naukę w szkole średniej w Tuluzie, prowadzonej przez siostry Najświętszego Serca Jezusa.  
Podczas rozruchów we Francji (maj 1968) modliła się o pokój do Maryi Dziewicy, a także namówiła uczniów z jej klasy o napisanie listów do wszystkich biskupów Francji, aby zgodnie z prośbą Matki Bożej Fatimskiej z 1917 roku apelowali do wiernych, aby ci odmawiali codziennie różaniec, uczestniczyli w nabożeństwach do Jej Niepokalanego Serca i ofiarowywali Komunię Świętą w pierwsze soboty w intencji zadośćuczynienia. Zauważyła w liście, że katolicy z Francji i innych krajów katolickich nie modlili się wystarczająco w intencji nawrócenia grzeszników, przez co szerzyły się „błędne nauki z Rosji” (wówczas komunistycznego Związku Radzieckiego).
Od kwietnia do sierpnia 1971 roku cierpiała z powodu rwy kulszowej. Przeszła pomyślną operację rdzenia kręgowego. Pragnęła studiować w Istituto Centrale del Restauro w Rzymie, więc przygotowywała się do egzaminów, uczęszczając na kursy historii sztuki w Tuluzie. Podczas pobytu w Rzymie była rozczarowana rówieśnikami, którzy myśleli jedynie o przyjemnościach, zaniedbując życie duchowe. Claire w odróżnieniu od nich pragnęła zachować czystość do ślubu. Była jednak osobą pełną życia, dużo czasu spędzała z przyjaciółkami, przez co nawet w 1973 roku zaniedbała naukę ku rozpaczy rodziny. Gdy jednak usłyszała od któregoś ze studentów słowa: niecały rok, a będziesz ateistką tak jak my, postanowiła zweryfikować swoje podejście do życia. 
W 1974 roku odbyła trzytygodniową pielgrzymkę do Ziemi Świętej wraz z rówieśnikami, pod przewodnictwem dominikanina. Po powrocie podjęła pracę, polegającą na renowacji fresków w bazylice w Asyżu. Pobyt wśród benedyktynów umocnił jej wiarę. Po przyjeździe do Francji, udała się 30 grudnia 1974 roku do Lourdes, gdzie przeżyła głęboką więź z Matką Bożą. 4 stycznia zachorowała na wirusowe zapalenie opon mózgowych. 17 stycznia otrzymała namaszczenie chorych, a 22 stycznia zmarła.
W 1990 roku rozpoczął się jej proces beatyfikacyjny. Na prośbę arcybiskupa diecezji, jej ciało przeniesiono do kościoła opactwa Boulaur. Diecezjany etap procesu beatyfikacyjnego został zamknięty w lutym 2008 roku, a Kongregacja Spraw Kanonizacyjnych rozpoczęła badać jej sprawę 3 czerwca 2008 roku. Pierwszą kompleksową biografię na temat służebnicy Bożej napisał dr Dominique-Marie Dauzet pod tytułem Claire de Castelbajac: Que ma joie demeure. Claire de Castelbajac jest coraz bardziej znana i lubiana we Francji, a także poza nią, szczególnie przez młodych ludzi.

## Publikacje po francusku
- Vivre Dieu dans la joie: Claire de Castelbajac – sa vie, son message, Lauret, 1991.
- La joie des enfants de Dieu, Claire de Castelbajac, Abbaye
- Sainte-Marie de Boulaur, collection « Les Sentinelles », Téqui, 2006.
- Claire de Castelbajac 1953-1975: Joie de Dieu, joie de vivre, Le Livre ouvert, 2007.
- Dominique-Marie Dauzet, Claire de Castelbajac: Que ma joie demeure, Presses de la Renaissance, 2010.